# 3257 Hanzlík
3257 Hanzlík eller 1982 GG är en asteroid i huvudbältet som upptäcktes den 15 april 1982 av den tjeckiske astronomen Antonín Mrkos vid Kleť-observatoriet i Tjeckien. Den är uppkallad efter den tjeckiske meteorologen Stanislav Hanzlík.
Asteroiden har en diameter på ungefär 5 kilometer och den tillhör asteroidgruppen Flora.